# Procerastea halleziana
Procerastea halleziana är en ringmaskart som beskrevs av Malaquin 1893. Procerastea halleziana ingår i släktet Procerastea och familjen Syllidae. Arten är reproducerande i Sverige. Inga underarter finns listade i Catalogue of Life.